# کنیت‌ها

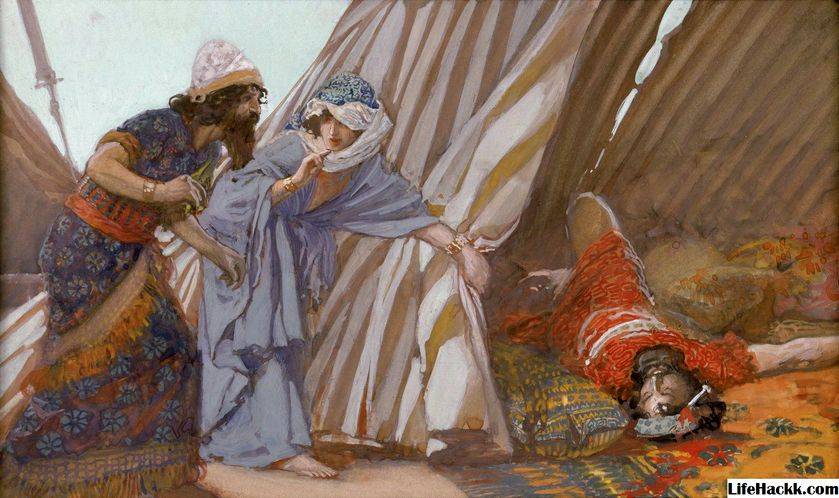
جائل به باراک نشان می دهد، سیسرا مرده دراز کشیده، اثر جیمز ژاک ژوزف تیسوت (فرانسوی، 1836-1902)، در موزه یهودی، نیویورک

بر اساس کتاب مقدس عبری، کنیتی‌ها (‎/ˈkiːnaɪt/‎ or ‎/ˈkɛnaɪt/‎ ; عبری: קֵינִי‎ ‎
قینی) قبیله ای کوچ نشین در شام باستان بودند. کنیتی‌ها مسگر و فلزکار بودند. به گفته برخی از محققان، آنها از نوادگان قابیل هستند، اگرچه کتاب مقدس منشأ آنها را ذکر نکرده‌است. آنها نقش مهمی در تاریخ اسرائیل باستان ایفا کردند، اگرچه کنیایی‌های‌تبار رخاب برای مدتی سبک زندگی کوچ نشینی متمایز و متمایز داشتند.
کنیت برداشتی از عبری קֵינִי قنی است. به گفته ویلهلم گسنیوس، این نام از نظر کابالیستی از نام قابیل (קַיִן قاین) گرفته شده‌است. بنا به گفته آرچیبالد سیس، نام Kenite یا Qéní مشابه یک کلمه آرامی به معنای آهنگر است که به نوبه خود از همزاد عبری قایین به معنای «نیه» است.
بر اساس فرضیه کنیایی، یهوه از نظر تاریخی یک خدای مدیایی بوده‌است و ارتباط پدر همسر موسی با مدیان نشان دهنده پذیرش تاریخی آیین مدیان توسط عبرانیان است. ظاهراً موسی مفهوم یترو از خدا، یهوه، را با الشدای خدای بنی اسرائیل یکی دانست.